# 太田資家
太田 資家（おおた すけいえ、? - 1522年（大永2年））は、戦国時代の武将。太田道灌の甥（異説あり）でその養子となる。息子には太田資頼がいる。父親については道灌の弟と推定されているが、太田資忠説と太田資常説があり、確証がない。
養父が主君・上杉定正に殺害された後も扇谷上杉氏に仕え、永正の乱で敗れた成田顕泰に替わって岩槻城主になったとされる。ただし、資家の拠点は河越付近であり、岩槻城に入ったのは古河公方家臣の渋江氏や別の系統の太田氏（道灌子孫）とする説もあり、その場合資家の系統が岩槻城主となるのは次代の資頼からとする見方もある。
養父ゆかりの武蔵国比企郡三保谷に「養竹院」を建立して養父の冥福を祈っている。